# Іштанське сільське поселення
Ішта́нське сільське поселення (рос. Иштанское сельское поселение) — сільське поселення у складі Кривошиїнського району Томської області Росії.
Адміністративний центр — село Іштан.
Населення сільського поселення становить 699 осіб (2019; 865 у 2010, 1214 у 2002).

## Склад
До складу сільського поселення входять:
| Населений пункт      | Населення, осіб (2002) | Населення, осіб (2010) |
| -------------------- | ---------------------- | ---------------------- |
| Іштан, село          | 519                    | 398                    |
| Карнаухово, присілок | 122                    | 105                    |
| Нікольське, село     | 352                    | 218                    |
| Рибалово, присілок   | 172                    | 110                    |
| Чагино, присілок     | 79                     | 34                     |